# Sympycnus scitulus
Sympycnus scitulus är en tvåvingeart som beskrevs av Octave Parent 1932. Sympycnus scitulus ingår i släktet Sympycnus och familjen styltflugor. Inga underarter finns listade i Catalogue of Life.